# Центральное (Осакаровский район)
Центральное (каз. Центральное) — село в Осакаровском районе Карагандинской области Казахстана. Входит в состав Пионерского сельского округа. Находится примерно в 20 км к северо-востоку от посёлка Осакаровки, административного центра района. Код КАТО — 355669300.

## География
Село расположено на левом берегу реки Ишим.

## Население
В 1999 году численность населения села составляла 633 человек (290 мужчин и 343 женщины). По данным переписи 2009 года, в селе проживало 488 человек (233 мужчины и 255 женщин).